# Löns Mühle

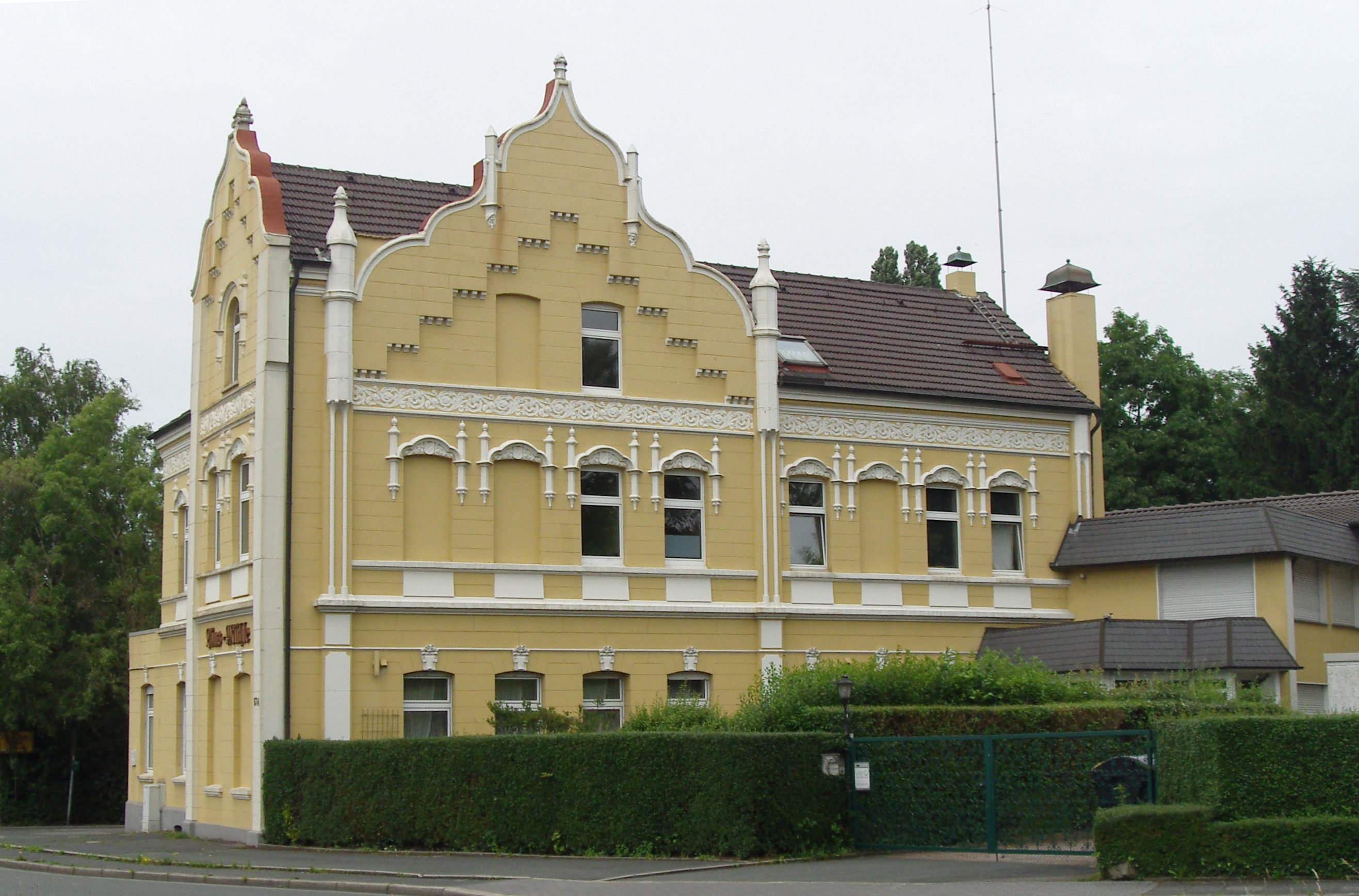
Die ehemalige Gaststätte Löns Mühle

Die Löns Mühle war eine Getreidemühle und Gaststätte in Holsterhausen, einem ehemaligen Stadtteil von Herne-Eickel, heute Herne. Die Grenze zwischen Bochum und Herne verläuft quer durch das Gebäude. Seine Adresse Dorstener Str. 574 existiert deshalb in beiden Städten.

## Geschichte
Die Mühle gehörte zu den ausgedehnten Besitzungen des Ritterguts Haus Nosthausen, die um 1842 eine Größe von etwa 100 ha besaßen. Das Gut im Kirchspiel Eickel gehörte seit dem 14. Jahrhundert der Familie von Aschebrock, die eine Nebenlinie der Herren von Dorneburg war. Im 18. Jahrhundert wurde das Gut von der Familie Löns, Vorfahren von Hermann Löns, verwaltet und später gepachtet. Schließlich erwarb die Familie Löns einen Teil des zum Rittergut gehörigen Landes. Wann genau sie Eigentümerin wurde, ist jedoch nicht nachzuvollziehen. Möglicherweise geschah es um 1787.
Die Mühle des Guts lag am Dorneburger Bach und wurde von ihm angetrieben. Unweit davon errichtete Heinrich Löns am heutigen Gahlener Kohlenweg, der ehemaligen Dorstener Chaussee, eine Gaststätte. Die kommunale Grenze von Wanne-Eickel und Bochum verlief mitten durch das Lokal. Dort konnten Fuhrleute übernachten und Mahlzeiten einnehmen. Das Gasthaus war zugleich Relaisstation der Reitpost. Mit dem Bau der Köln-Mindener Eisenbahn verlagerten sich die Transporte auf den Schienenweg, die Relaisstation wurde aufgehoben. Löns Mühle wurde zu einem gut besuchten Ausflugslokal. Um 1880 errichtete Löns auf den Wiesen hinter dem Lokal eine Pferderennbahn mit überdachter Zuschauertribüne, die aber schon Anfang des 20. Jahrhunderts wieder aufgegeben wurde. 1868 vergrößerte Heinrich Löns seinen Besitz, indem er die seiner Gastwirtschaft gegenüber liegende Mühle und den Mühlteich erwarb. Der letzte Müller war Heinrich Löns, der am 30. Oktober 1936 verstarb. Die Schankräume des Lokals wurden später als „Autorast“ genutzt, ehe der Gaststättenbetrieb Mitte der 1970er Jahre aufgegeben wurde.
Auf den ehemaligen Wiesen der Löns Mühle befindet sich heute der „Kleingärtnerverein Löns Mühle“, während das ehemalige Gasthaus Geschäftsräume beherbergt. Auf den Flächen des Hauses Nosthausen sind heute der „Kleingärtnerverein Am grünen Ring“ und zwei Industrieunternehmen ansässig.